# Кучум
Кучум (почетак XVI века - почетак XVII века) је био велможа  и кан Сибира од 1569. године до своје смрти 1598. године.
За време његове владавине, велика руска колонизаторска породица  Строганови  , пребогати поседници из слива Каме, пошто су дуго времена трпели Кучумове нападе из Сибира, па су послали на њега један одред  Козака   — руских конкистадора  — под заповедништвом свог атамана   Јермака  (Ермака ). Атаман је 1582. године напао Кучумове владарске поседе који су се налазили у сливу Оба и Иртиша, потукао га и присајединио Русији његове области. То је прво закорачавање у Сибир, и руско продирање у ту земљу неће се више зауставити . Освојивши западни Сибир, они су га отворили за руску колонизацију и експлоатацију огромне просторе преко Урала .